# Castrojeriz
Castrojeriz je obec ve Španělsku. Nachází se v provincii Burgos, v autonomním společenství Kastilie a León, na Svatojakubské stezce. Obec se táhne západo-východním směrem okolo místního hradu (Castillo de Castrojeriz). Nachází se dále od větších měst, žije zde 778 obyvatel a v moderní době nezaznamenala nárůst, naopak spíše pokles obyvatelstva.
Obec se nachází východně od řeky Odra, před jejím soutokem s Pisuergou. Rozkládá se na místě bývalého římského tábora Castrum Sigerici. Pevnost na návrší nad městem si prošla řadou vlastníků; drželi ji Keltové, Římané a Vizigótové. V 9. století ubránila město před arabskými nájezdy. Sídlo se začalo rozvíjet okolo hradu po vítězné bitvě, do které vedl místní vojsko hrabě Muño. 
Město má řadu historických památek, které tvoří různé kostely a kláštery. Východně od města se nachází pozůstatky gotického kláštera San Antón, skrz který prochází místní silnice.